# ニグロフォビア
『ニグロフォビア』（Negrophobia）は、ダリウス・ジェームズによる映画シナリオ形式の小説。1992年に初版発行。日本では山形浩生により翻訳され、1995年に白水社より出版された。ニグロフォビアとは「黒人恐怖症」という意味である。
訳者あとがきによると、本書はダリウスのデビュー作であり、黒人作家の先輩イシュマエル・リード (Ishmael Reed) からも絶賛され、社会派監督オリバー・ストーンからも映画化のオファーがあったという。デビューにあたってキャシー・アッカー (Kathy Acker) の仲介があったらしく、作品の末尾に彼女に対し献辞が捧げられている。

## あらすじ
ヒロインはニューヨークの高級住宅に住む白人女子高生。オープニングでは、自室でくつろいで麻薬をやっている。黒人の使用人を雇っている一方、ハイスクールでは黒人たちにいじめられている。
ある夜、使用人が突然変身して、襲い掛かってくる。それがヒロインのドラッグによる幻覚なのかどうかよく分からぬまま、ヒロインは家の外を彷徨う。そして、白人が支配する社会を転覆しようとする黒人たちの、さまざまなイメージの変奏が繰り広げられる。これも夢うつつで、ヒロインが本当に遭遇しているのか、幻覚なのか、睡眠中の夢なのかは判然としない。
クライマックスでは、ヒロインが汚物まみれの下水道を流されながら、黒人に対する差別の心を植えつけられてきた今までの人生を振り返る。朝が来ると、ヒロインは自宅に戻っていて、食卓を前に朝食をとろうとしている。カメラは彼女の顔をアップで捉える。彼女は「顔」を失っている。
ラストは、食品のパッケージのクローズアップ。イラストに描かれた黒人が動き出し、尻を出して嘲笑的な言葉を投げかける。